# Serres (Meurthe-et-Moselle)
Serres is een gemeente in het Franse departement Meurthe-et-Moselle in de regio Grand Est. De plaats maakt deel uit van het arrondissement Lunéville en sinds 22 maart 2015 van het kanton Lunéville-1, toen het kanton Lunéville-Nord, waar Serres (Meurthe-et-Moselle) daarvoor deel van uitmaakte, werd opgeheven.

## Geografie
De oppervlakte van Serres bedraagt 15,5 km², de bevolkingsdichtheid is 16,1 inwoners per km².
De onderstaande kaart toont de ligging van Serres (Meurthe-et-Moselle) met de belangrijkste infrastructuur en aangrenzende gemeenten.

## Demografie
Onderstaande figuur toont het verloop van het inwonertal (bron: INSEE-tellingen).